# Hugues II d'Oisy
Hugues II d'Oisy (1075-1139), seigneur d'Oisy et de Crèvecœur, châtelain de Cambrai.

## Cri d'armes

### Crèvecœur et Oisy
N.B. les armes décrites ne sont pas celles de la Maison d'Oisy - Châtelains de Cambrai, qui portait les mêmes que celles de la Maison de Haucourt (qui en est une branche cadette) c'est-à-dire : 

« d'argent, semé de billettes de gueules, au lion de même brochant sur le tout. »

Celles décrites ici, cela est maintenant reconnu (d'argent au croissant de gueules) sont celles de la famille d'Oisy lez Aubry, près de Valenciennes, cette Maison était une branche cadette de la Maison de Trith…

## Histoire
En 1096, Hugues paraît au Tournoi d'Anchin. Il est décrit par la suite avec les Armes : d'argent à un croissant de gueules.
mais il y a peut-être confusion avec les armes de la branche cadette de "Oisy lez Aubry" près de Valenciennes et de nombreux auteurs leur donne pour blason : « D'argent, semé de billettes de gueules, au lion de même brochant sur le tout » (première Maison d'Oisy)…
Mandé par Robert, comte de Flandre, suzerain de son père, il participa avec de nombreux parents, vassaux et hommes d'armes à la première croisade. Sous le commandement de Robert, il prit part au siège de Nicée, à la bataille de Dorylée et au siège d'Antioche. Son cri d'armes fut alors : « Oisy et Crèvecœur ». Il fut du nombre des chevaliers flamands qui escaladèrent les murs de Jérusalem et participa à la bataille d'Ascalon. Cet épisode de la première croisade ne le rendit ni pieu, ni dévot.
En 1100, il épouse Hidiarde de Baudour, tante paternelle de Nicolas de Chièvres. Décrite comme pieuse et dévote, Dom Hennebert Wattrelos lui dédiera un poème en latin où elle est représentée comme un astre à cinq rayons : dévotion, modestie, chasteté, discrétion, et charité. C'est sous son influence qu'Hugues fera diverses donations à l'abbaye d'Anchin.
En 1116, il s'associe à la fondation, au pied du mont Saint Géry, par l'évêque de Cambrai d'une léproserie avec église et cimetière dédiés à Saint Lazare et Saint Sauveur.
En conflit larvé avec Burchard, évêque de Cambrai depuis 1100 au sujet de la châtellenie de Cambrai, la querelle dégénère en 1120 en guerre ouverte. Il fait fortifier son château de Crèvecœur et dévaste les possessions de l'évêque. Burchard réagit et prend le château d'Oisy. Hugues se soumet aussitôt et reconnait tenir la châtellenie de Cambrai de lui.
En juin 1129, à l'occasion du mariage de sa fille Clémence avec Guillaume de Béthune, il fait donation à l'abbaye du mont Saint-Éloi du droit de justice en ce lieu. 
En 1131, il fonde l'abbaye de Vaucelles sur l'insistance d'Hildiarde.
En 1135, Simon d'Oisy, son fils, lui succède. Retiré à l'abbaye de Vaucelles, il est mort entre 1135 et 1139.

## Généalogie
Hugues II d'Oisy est le fils de Hugues Ier d'Oisy, seigneur d'Oisy et de Crèvecœur, châtelain de Cambrai et de Ade de Mons, nièce de Richilde, comtesse de Mons
Marié en 1100 à Hildiarde de Fiennes (1085-1167), dame de Baudour, sœur de Conon de Fiennes.
Il a pour descendants :
- Wivine ou Gondrée (1103-1170), religieuse bénédictine, fondatrice de l'Abbaye Sainte-Wivine à Grand-Bigard[5] ;
- Clémence d'Oisy[6] (1110-1165), épouse[7] de Guillaume Ier de Béthune (1095-1147), seigneur de Béthune, Richebourg, Warneton et avoué d’Arras ;
- Simon d'Oisy (1120-avant 1165) ;
- Mahaut d'Oisy[8], épouse du seigneur de Jauche[9] ;
- Ermengarde d'Oisy ( ? -1165), épouse de Gérard de Saint Aubert, dit malfilatre, seigneur de Busigny, avoué de Saint-Aubert et de Busigny, dont elle eut un fils nommé Gilles, seigneur de Busigny ;
- Ade d'Oisy[10], épouse de Foulques Levin, Vidame de Cambrai ;
- Marie, morte en célibat.

## Fondation de l'abbaye de Vaucelles
La Chronique a laissé une légende sur la fondation de l'abbaye de Vaucelles par Hugues II :

« Hugues, malgré les remontrances d’Hildiarde, ne songeait point à s’amender. Un jour, qu’il banquetait et festoyait avec ses joyeux compagnons, alors qu’en chœur, ils répétaient un malséant refrain à l’encontre :

Du vieux prélat qui presche dans Cambrai

Si de Clairvaux, le cénobite austère

Un jour ici venait semer l’effroi,

Nous lui dirons : passez outre mon père »

Ici les chanteurs furent interrompus par l’apparition d’un homme revêtu de la robe monastique, de taille élevée, la barbe noire et le front haut, aux yeux étincelants et qui fut assez mal reçu. Madame Hildiarde, entrant suivie de ses quatre filles, leur apprend qu’il est le bénédictin Bernard. Gardez-vous, leur dit-elle, d’exciter la colère d’en haut. C’est le saint abbé de Clairvaux, né comme vous et moi de noble maison. Il a pour ami, notre Saint Père le Pape de Rome, monseigneur Louis le Roi de France et l’Empereur Conrad. Et Bernard, qui ne s’était pas ému de leurs menaces, s’émouvait de leur humilité. « Messire d’Oisy, dit-il, il est temps, rendez aux pauvres et à l’Église ce que vous et votre aïeul leur avez dérobé, faite ce que votre noble compagne a dans la pensée, ce sera œuvre méritoire de justice. Ce que j’ai dans la pensée, dit Hildiarde, ce serait d’ériger sur notre fief de Ligescourt un sûr asile pour cent serviteurs de Dieu, qui voudraient, sous votre bon plaisir, sire abbé travailler sans relâche ni répit. Et il sera fait ainsi que vous dites, Madame, s’écria Hugues, et je voue héritablement et à perpétuité, mon dit fief de Ligescourt, appendances et dépendances, prés, bois, moulins, cours d’eau, serfs de l’un et l’autre sexe, sous la condition que par les frères établis en ce lieu, il sera chanté une messe quotidienne, pour la rémission de mes méfaits, forfaits, attentats tant de moi que de mes amis ici présents. 
Ainsi fut fondée l’abbaye de Vaucelles. Le domaine de Ligescourt fut livré inculte et sauvage à Saint Bernard qui y installa douze moines de Clairvaux. Bientôt là où on ne voyait que ruines, genêts et bruyères, on vit pousser des moissons de froment, de seigles et d’orge des prairies fraîches et verdoyantes et même quelques joyeux vignobles. Des murs s’élevèrent, une église s’édifia, et Hugues, désormais ami de Dieu et loué des hommes assista avec toute sa famille et entouré de ses nombreux vassaux à la consécration du nouveau sanctuaire fait en 1149, par Samson, archevêque de Reims. Plus tard le sire d’Oisy choisit ce monastère pour lieu de sépulture. » 
La présence d'Hugues II à cette consécration est peu vraisemblable car il serait mort entre 1135 et 1139. Il reste cependant attesté qu'il s'y retira pour finir ses jours.